# 千葉県立行徳高等学校
千葉県立行徳高等学校（ちばけんりつ ぎょうとくこうとうがっこう）は、千葉県市川市塩浜四丁目にある県立高等学校。

## 設置学科
- 全日制課程 普通科

## 沿革
- 1974年（昭和49年）4月 - 開校[2]。
- 2022年（令和4年）4月 - 定時制課程が千葉県立船橋高等学校の定時制課程へ統合[2]。

## 著名な出身者
- 田中いおな（グラビアアイドル）

## アクセス
- 東京メトロ東西線南行徳駅下車徒歩15分
- JR京葉線市川塩浜駅下車徒歩23分
- 京成バス瑞75系統・京成バス千葉ウエスト浦安03系統「行徳高校」停留所下車徒歩1分